# 天台山

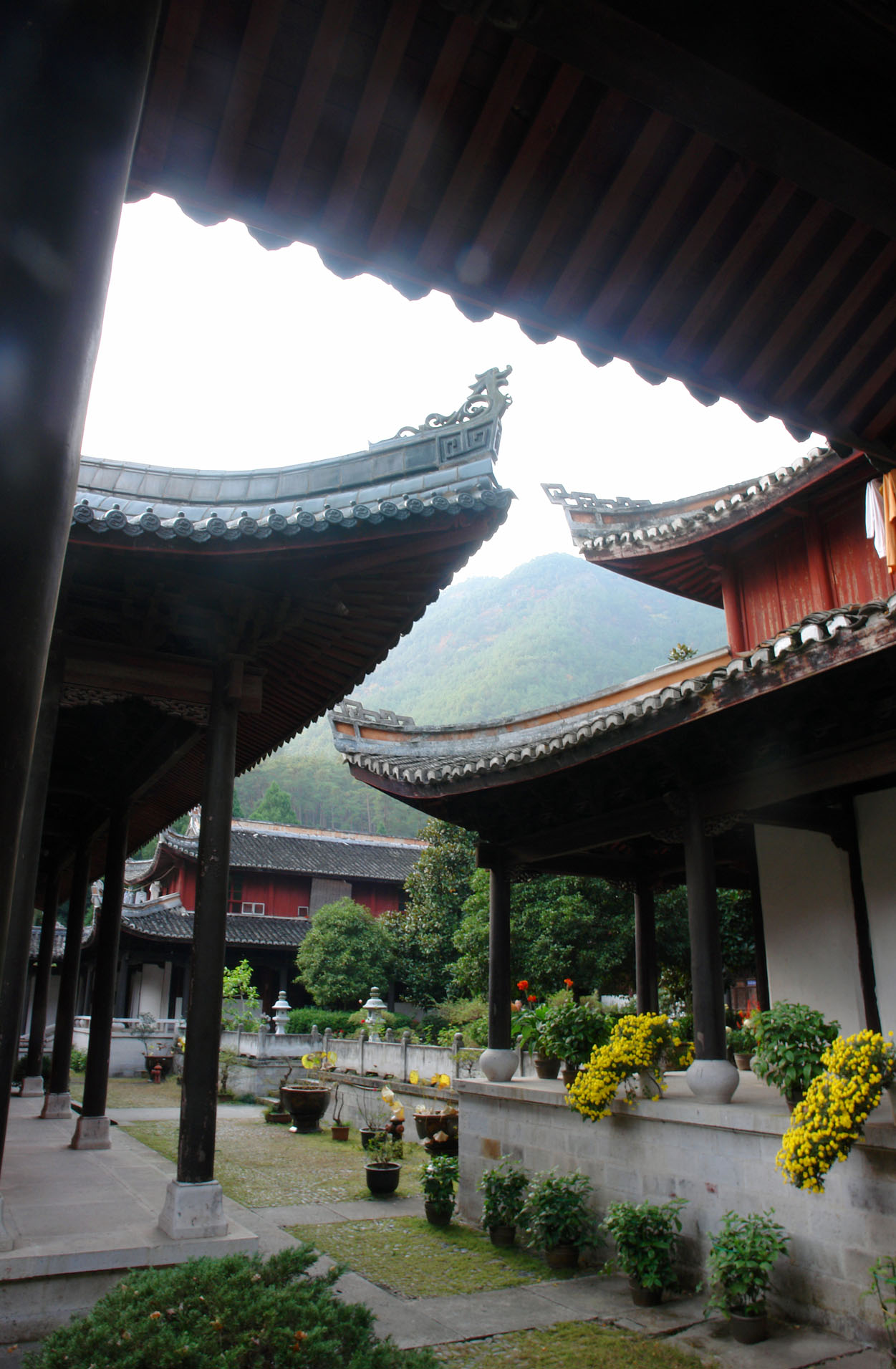
天台山上始建于隋朝598年的国清寺

天山主要位于浙江省台州市天台县境内，甬江、曹娥江和灵江的分水岭；东北-西南走向，南连仙霞岭；主峰华顶山，海拔1,138米，在天台县城东北，为花岗岩组成。天台山脈的餘脈沒入東海，形成舟山群島。

## 名稱由來
天台山為仙霞嶺的東支，因山有八重，四面如一，當牛之分，上應台宿而得名，形勢崇偉。多懸崖飛瀑等名勝，為佛教天台宗的發源地。

## 交通
- 天台山火车站

## 延伸阅读
[在维基数据编辑]
 《欽定古今圖書集成·方輿彙編·山川典·天台山部》，出自陈梦雷《古今圖書集成》